# Строне (Вадовицький повіт)
Строне (пол. Stronie) — село в Польщі, у гміні Стришув Вадовицького повіту Малопольського воєводства.
Населення — 1245 осіб (2011).

## Історія
У 1975-1998 роках село належало до Бельського воєводства, підпорядковувалося районній адміністрації у Вадовицях.

## Демографія
Демографічна структура станом на 31 березня 2011 року:
|          | Загалом | Допрацездатний вік | Працездатний вік | Постпрацездатний вік |
| -------- | ------- | ------------------ | ---------------- | -------------------- |
| Чоловіки | 622     | 131                | 445              | 46                   |
| Жінки    | 623     | 142                | 367              | 114                  |
| Разом    | 1245    | 273                | 812              | 160                  |